# Beginenhof Tongern

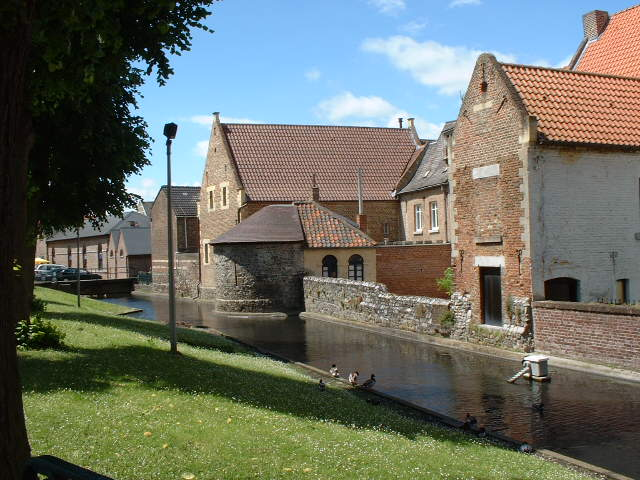
Beginenhof Tongern

Der Beginenhof Tongern, auch Beginenhof der Heiligen Katharina (niederländisch Sint-Catharinabegijnhof), ist ein Beginenhof in der belgischen Stadt Tongern und einer der ältesten Beginenhöfe in Flandern. Der Beginenhof gehört zum so genannten urbanen Typus und befindet sich im Südosten des Stadtzentrums. Der Beginenhof steht unter Denkmalschutz und gehört zur Weltkulturerbestätte Flämische Beginenhöfe.

## Geschichte

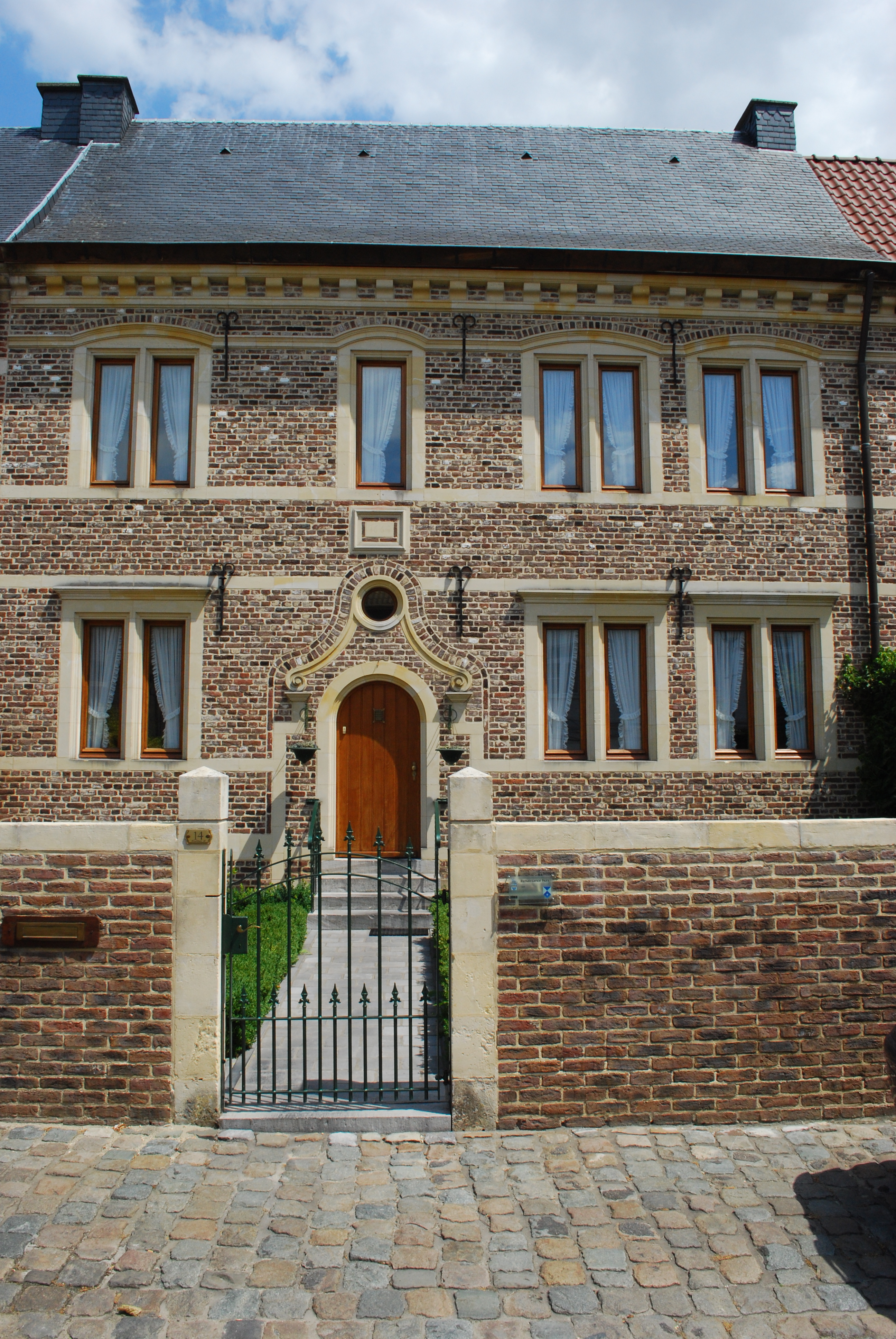
Haus im Beginenhof

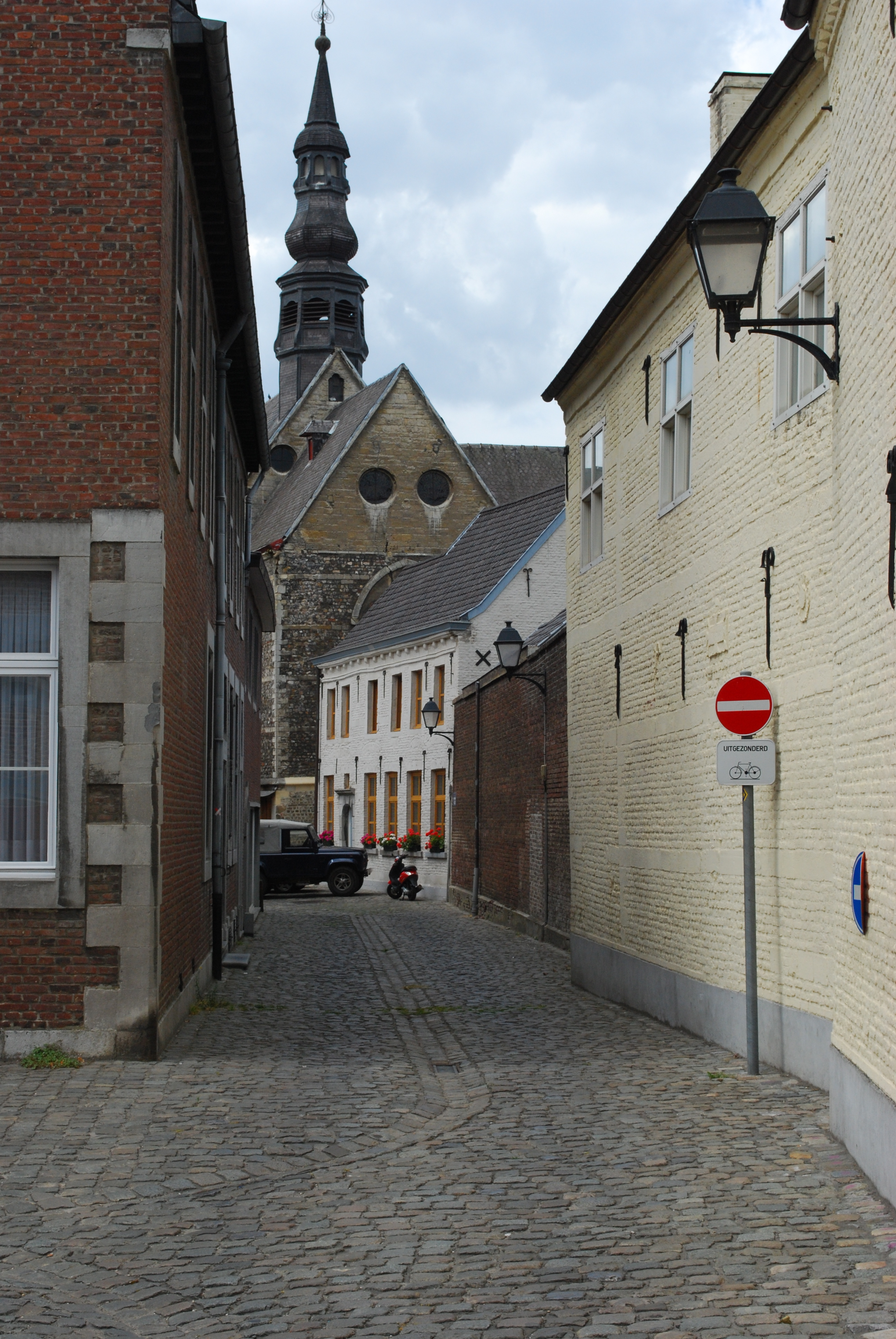
Kirche des Beginenhofs und ehemalige Residenz der Minderbrüder

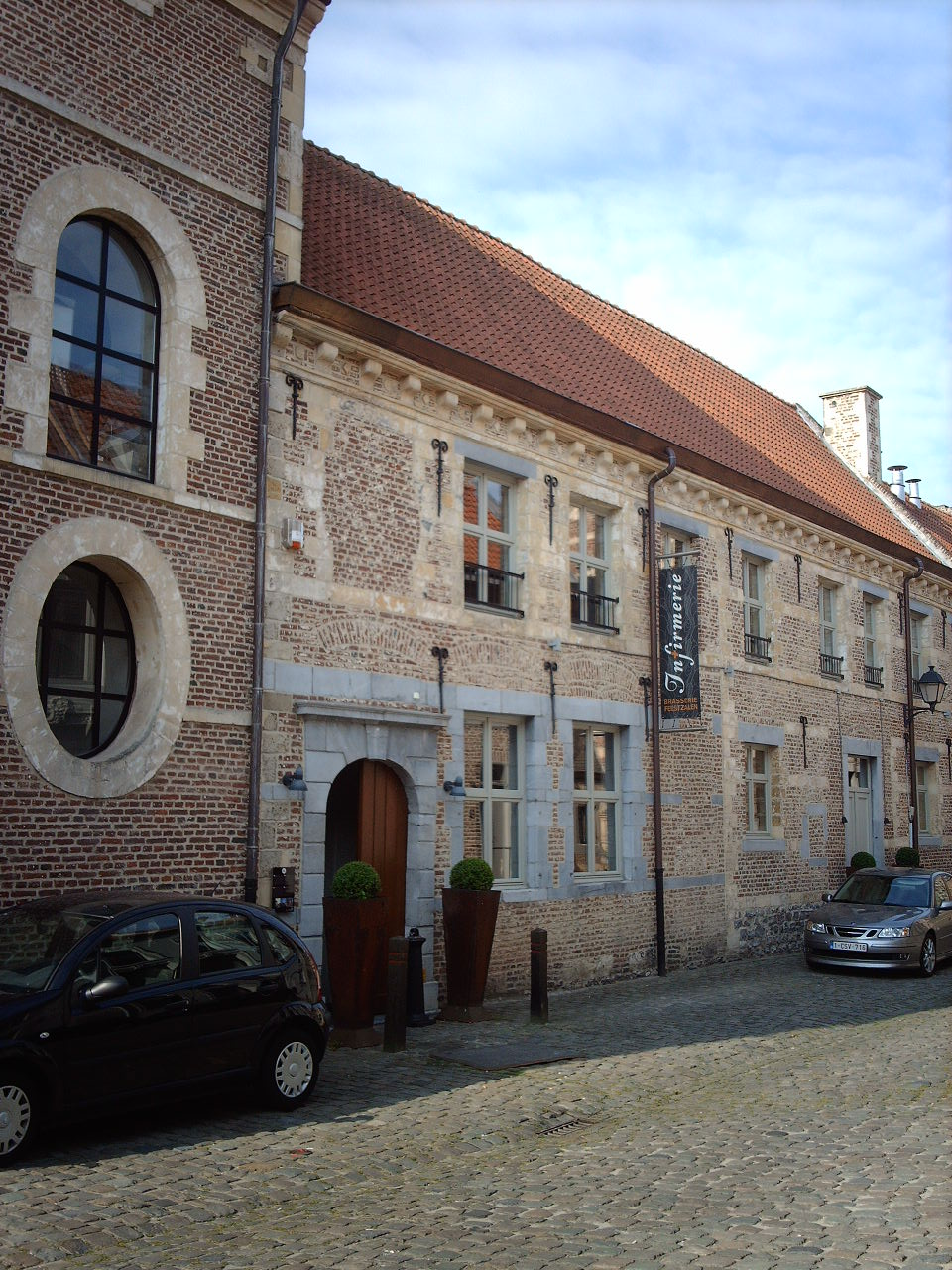
Krankenstation

Schon vor 1239 gab es in Tongern Beginen, die in der Nähe des alten St.-Jacobs-Hospitals in der Nähe des Kruispoort-Tors lebten. Um Tongern besser gegen Angriffe verteidigen zu können, wurde zwischen 1240 und 1290 eine Mauer um das Stadtzentrum gebaut, so dass die Wohnräume der Beginen außerhalb der Stadtmauern lagen. Daher wurde 1257 ein Stück Land in der Nähe des Jeker und des Moerenpoort an die Beginen vergeben.
Der Beginenhof befand sich nun innerhalb der Stadtmauern, aber da der Beginenhof vollständig von Mauern umgeben war, blieb er vom Rest der Stadt getrennt. In den ersten Jahrhunderten erlebte der Beginenhof eine friedliche Geschichte, die von einem bescheidenen Wachstum begleitet wurde. Die Gebäude waren auf den zentralen Bereich um die Katharinenkirche beschränkt. Auf den übrigen Teilen des Grundstücks befanden sich ein Friedhof und ein Obstgarten.
Nach einer langen Periode ruhiger Prosperität folgte das turbulente 16. Jahrhundert: Die Beginen hatten es aufgrund der zunehmenden Kämpfe zwischen Katholiken und Protestanten schwer. In der zweiten Hälfte des 16. Jahrhunderts eskalierte die Situation, und die Besitztümer der Beginen wurden geplündert und zerstört. Nach der Gegenreformation erlebte der Beginenhof im 17. Jahrhundert einen beispiellosen Aufschwung. Die Beginen wurden wohlhabend und die Holzhäuser wurden durch Steinhäuser ersetzt. Zwischen 1610 und 1716 wurde das gesamte Anwesen überbaut. Im Jahr 1677 fand dieser Aufschwung beinahe ein jähes Ende. Tongern wurde von einem Großbrand heimgesucht, aber dank eines Kompromisses mit den französischen Truppen blieb der Beginenhof von dieser Katastrophe verschont. Der Beginenhof erreichte seinen Höhepunkt zu Beginn des 18. Jahrhunderts, als er fast 100 Häuser und mehr als 300 Beginen umfasste. Der Beginenhof wurde um acht Straßen herum gebaut. Außerdem gab es drei Brunnen und mehrere öffentliche Gebäude.
Während der Französischen Revolution im Jahr 1789 wurde der Beginenhof von den französischen Besatzern beschlagnahmt und an Privatpersonen verkauft. Das einzige Tor des Beginenhofs wurde 1818 abgerissen; das angrenzende Torhaus und ein Teil der Beginenhofmauer wurden 1841 abgetragen. Andere Teile der Mauer wurden zu Häusern umgebaut. Die Mauern wurden in die Fassade integriert. Bei den Häusern an der Außenseite des Beginenhofs ist die ursprüngliche Mauer noch deutlich an den Fassaden zu erkennen. Auch der alte Friedhof des Beginenhofs wurde vollständig umgestaltet und in einen Innenhof verwandelt. Der Beginenhof wurde immer weniger eine „Stadt in der Stadt“, sondern wurde in das übrige Stadtzentrum integriert.

## Architektur

### Bredestraat
Diese Straße verbindet die Sint-Katharina-Kirche mit dem Platz unterhalb der Linde. Diese Straße zeichnet sich durch eine Vielzahl von Stilen aus, da die Häuser mehrfach umgebaut wurden. Die Häuser sind im klassischen, klassizistischen und im Maas-Stil gestaltet.

### Brouwerstraat
Die Brouwerstraat verbindet die Sint-Catharinakerk mit der Sint-Ursulastraat am Brouwhuis. Diese Straße bildete den ältesten Kern des Beginenhofs. Die ältesten Häuser des Beginenhofs befinden sich in dieser Straße, das älteste stammt aus dem Jahr 1622. In der Brouwerstraat befindet sich auch ein Konvent aus dem Jahr 1632, eines der letzten Konvente, bevor die Beginen mehr und mehr allein in kleinen Häusern lebten.

### Unter der Linde
Dieser Teil des Beginenhofs war als Kleiner Obstgarten bekannt. Wie der Name schon sagt, war dies der Obstgarten, in dem die Beginen in der Anfangszeit des Beginenhofs Obst und Gemüse anbauten. Aufgrund der Blütezeit des Beginenhofs im 17. Jahrhundert wurde der gesamte Obstgarten 1648 überbaut. Diese Häuser wurden hauptsächlich von wohlhabenden Beginen bewohnt und zeichnen sich durch einen ummauerten Vorgarten aus, der auf den Platz Onder de Linde hinausgeht.

### Sint-Catharinastraat
Diese Straße begrenzt die gesamte Nordseite des Beginenhofs und beherbergte bis Mitte des 17. Jahrhunderts die Umfassungsmauer des Beginenhofs, das Beginentor und das angrenzende Torhaus. Das Eingangstor und das Torhaus wurden im 19. Jahrhundert abgerissen, während die Beginenhofmauer bereits 1648 in die Fassaden der Beginenhäuser integriert wurde, die an die Außenseite der Mauer grenzen. Dadurch wurde der geschlossene Charakter des Beginenhofs etwas aufgebrochen. Auf der anderen Seite dieser Häuser befindet sich das Kloster der Heiligen Agnes, das streng genommen nicht zum Beginenhof gehört.

### Sint-Jozefstraat
Diese schmale Straße verbindet die Sint-Rosastraat mit der Sint-Ursulastraat in der Nähe der Sint-Ursulakapelle. In dieser Straße befinden sich mehrere kleinere, bescheidenere Beginenhäuser aus dem 17. Jahrhundert.

### Sint-Rosastraat
In dieser Straße befand sich das Godshuis oder Noviziat, in dem die Novizen zunächst eine Probezeit verbrachten, bevor sie Beginen wurden. Dieses Noviziat wurde im 16. Jahrhundert von der Novizenmeisterin Elisabeth Haemers gegründet. In dieser Straße befindet sich auch das Poverello-Haus von Tongern, das ehemalige Wohnhaus der Mönche, die der Beginenkirche dienten. Am Ende dieser Straße befindet sich das Moeren-Tor.

### Sint-Ursulastraat
Die Sint-Ursulastraat ist die längste und wichtigste Straße des Beginenhofs. Der ehemalige Schlachthof befindet sich am Anfang dieser Straße. Die wichtigsten öffentlichen Gebäude des Beginenhofs befinden sich in der Mitte dieser Straße. Hier befindet sich das Brouwhuis, die ehemalige Beginenbrauerei, die 1644 in einem Gebäude im Maas-Stil errichtet wurde. Neben dem Brauereigebäude befindet sich das bereits 1264 existierende Siechenhaus, das sowohl als Siechenhaus als auch als Gasthaus diente. Das heutige Gebäude stammt aus der zweiten Hälfte des 17. Jahrhunderts. Nach der Schließung der Krankenstation zu Beginn des 19. Jahrhunderts diente das Gebäude als Waisenhaus und Mädchenschule. Auf der Rückseite der Krankenstation befindet sich der Turm der Tuchmacher, der Teil der mittelalterlichen Stadtmauer ist. Direkt neben der Krankenstation befindet sich die Kapelle der Heiligen Ursula, die bereits 1294 geweiht wurde; 1701 wurde die Kapelle grundlegend umgebaut. Das Ende der St.-Ursula-Straße ist geprägt von den größeren Beginenhäusern mit ummauerten Vorgärten, wie die Häuser unter der Linde.

### Slachthuisstraat
Die meisten Häuser in dieser Straße sind keine ursprünglichen Beginenhäuser, sondern wurden im 19. Jahrhundert gebaut. Auch der Schlachthof, auf den sich der Name dieser Straße bezieht, wurde erst 1834 gebaut. In den späten 1980er Jahren wurde der Schlachthof in eine Jugendherberge umgewandelt.

## Anerkennungen
Im Jahr 1998 wurde der Beginenhof Tongern zusammen mit einem Dutzend anderer flämischer Beginenhöfe auf der Liste des UNESCO-Welterbes eingetragen.